# Fiorella Campanella
Fiorella Campanella (* 9. Mai 1997 in Clamart) ist eine französische Filmschauspielerin. Ihr Film Sommerspiele (Giochi d’estate, 2011) wurde 2012 von der Schweiz als Kandidat für den Oscar in der Kategorie Bester fremdsprachiger Film vorgeschlagen, wurde jedoch nicht nominiert.

## Filmographie (Auswahl)
- 2007: Ali Baba und die 40 Räuber (Ali Baba et les 40 voleurs, Fernsehfilm)
- 2007: Schmetterling und Taucherglocke (Le scaphandre et le papillon)
- 2008: Les Enfants d'Orion (Fernsehfilm)
- 2011: Sommerspiele (Giochi d'estate)
- 2013: Cherry Pie
- 2013: Vive la colo! (Fernsehserie)
- 2014: Famille d'accueil (Fernsehserie)
- 2015: The Judge Is a Woman (Fernsehserie)
- 2015: La Famille Millevoies (Fernseh-Mehrteiler)